# Просандеев, Иван Васильевич
Иван Васильевич Просандеев (1925, Кумачово, Сталинский округ — 1998, Кумачово, Донецкая область) — советский хозяйственный, государственный и политический деятель, Герой Социалистического Труда.

## Биография
Родился в 1925 году в селе Кумачёво. Член КПСС.
Участник Великой Отечественной войны, орудийный номер в составе 223-го зенитно-артиллерийского полка 76-й Перекопской зенитно-артиллерийской дивизии, командир пулемётного расчёта и командира отделения роты автоматчиков в составе 32-го гвардейского стрелкового Брестского полка. С 1950 года — на хозяйственной, общественной и политической работе. В 1950—1985 гг. — механизатор, бригадир тракторной бригады колхоза «Родина» Старобешевского района Донецкой области
Указом Президиума Верховного Совета СССР от 19 апреля 1967 года присвоено звание Героя Социалистического Труда с вручением ордена Ленина и золотой медали «Серп и Молот».
Умер в селе Кумачево в 1998 году.